# Hôn nhân cùng giới ở Canada
Hôn nhân cùng giới tại Canada đã được giới thiệu dần dần tại một số tỉnh bang theo quyết định của tòa án bắt đầu từ năm 2003 trước khi được công nhận hợp pháp trên toàn quốc với việc ban hành Đạo luật Hôn nhân Dân sự ngày 20 tháng 7 năm 2005. Ngày 10 tháng 6 năm 2003, Tòa phúc thẩm quyết định ngay lập tức hợp pháp hoá hôn nhân cùng giới tại Ontario, do đó trở thành tỉnh bang đầu tiên nơi đó là hợp pháp. Việc giới thiệu định nghĩa hôn nhân trung lập về giới tính liên bang đã giúp Canada trở thành quốc gia thứ tư trên thế giới và là quốc gia đầu tiên bên ngoài Châu Âu, thừa nhận hợp pháp hôn nhân cùng giới trong suốt biên giới của mình. Trước khi công nhận hôn nhân cùng giới liên bang, các quyết định của tòa án đã giới thiệu nó ở 8 trong 10 tỉnh và 1 trong 3 vùng lãnh thổ, nơi cư dân của họ chiếm khoảng 90% dân số Canada. Hơn 3.000 cặp đồng tính đã kết hôn ở những khu vực đó trước khi Đạo luật Hôn nhân Dân sự được thông qua. Hầu hết các lợi ích pháp lý thường kết hợp với hôn nhân đã được mở rộng để cùng cặp vợ chồng cùng giới từ năm 1999.
Đạo luật Hôn nhân Dân sự được giới thiệu bởi đảng Tự do của Thủ tướng Paul Martin tại Hạ viện Canada vào ngày 1 tháng 2 năm 2005 với tên gọi Bill C-38. Nó đã được thông qua bởi Hạ viện ngày 28 tháng 6 năm 2005, bởi Thượng viện vào ngày 19 tháng 7 năm 2005, và nó đã nhận được sự đồng ý của hoàng gia Anh vào ngày hôm sau. Sau cuộc bầu cử năm 2006, được đảng Bảo thủ dưới thời Thủ tướng Stephen Harper, Hạ viện đã đánh bại một chuyển động để mở lại vấn đề bằng một cuộc bỏ phiếu từ 175 - 123 vào ngày 7 tháng 12 năm 2006, tái khẳng định một cách hiệu quả pháp luật. Đây là cuộc bỏ phiếu thứ ba ủng hộ hôn nhân cùng giới do ba Nghị viện thực hiện dưới ba Thủ tướng trong ba năm khác nhau, như được trình bày dưới đây.